# فالينزويلا (قرطبة)
بلدية فالينزويلا (بالإسبانية: Valenzuela)‏، هي إحدى بلديات مقاطعة قرطبة إحدى مقاطعات إسبانيا، و التي تقع في منطقة الأندلس جنوب إسبانيا.
يبلغ عدد سكانها 1.355 نسمة وفقاً لإحصائية سنة (2007).